# Liste der Biografien/Bag
Liste der Biografien |
Portal Biografien |
Personensuche
# |
A |
B |
C |
D |
E |
F |
G |
H |
I |
J |
K |
L |
M |
N |
O |
P |
Q |
R |
S |
T |
U |
V |
W |
X |
Y |
Z |
?
 
Ba |
Be |
Bd |
Bg |
Bh |
Bi |
Bj |
Bl |
Bm |
Bn |
Bo |
Br |
Bs |
Bu |
Bw |
By |
Bz
 
Baa |
Bab |
Bac |
Bad |
Bae |
Baf |
Bag |
Bah |
Bai |
Baj |
Bak |
Bal |
Bam |
Ban |
Bao |
Bap |
Baq |
Bar |
Bas |
Bat |
Bau |
Bav |
Baw |
Bax–Baz
Die Liste der Biografien führt alle Personen auf, die in der deutschsprachigen Wikipedia einen Artikel haben. Dieses ist eine Teilliste mit 321 Einträgen von Personen, deren Namen mit den Buchstaben „Bag“ beginnt.

## Bag
- Bag (* 1958), kanadischer Musiker und Songwriter
- Bag, Alex (* 1969), US-amerikanische Videokünstlerin
- Bag, Alice (* 1958), US-amerikanische Sängerin, Autorin und Aktivistin
- Bağ, Aydın (* 1993), türkischer Fußballtorhüter

### Baga
- Baga, Berber-König von Mauretanien
- Baga, Jules (* 1987), kamerunischer Fußballspieler
- Bagabandi, Natsagiin (* 1950), mongolischer Politiker
- Bagadoma, Mahamadou Ibrahim (* 1961), nigrischer General
- Bagadur, Ricardo (* 1995), kroatischer Fußballspieler
- Bagajew, Sergei Nikolajewitsch (1941–2024), sowjetischer und russischer Festkörperphysiker und Hochschullehrer
- Bagala, Reggie (1965–2020), US-amerikanischer Politiker (Republikanische Partei)
- Bagalowa, Suleichan Mutuschewna (* 1945), russische Theaterschauspielerin tschetschenischer Herkunft
- Bagamajew, Abdula Mussajewitsch (* 2004), russischer Fußballspieler
- Baganz, André (* 1961), deutscher Straftäter
- Baganz, Jens (* 1961), deutscher Politiker und politischer Beamter (CDU)
- Bagapsch, Sergei (1949–2011), abchasischer Politiker
- Bagar, Andrej (1900–1966), slowakischer Schauspieler, Regisseur und Pädagoge
- Bagarella, Leoluca (* 1942), sizilianischer Mafioso, Führungsfigur der Cosa Nostra
- Bagaría Villazán, José Enrique (* 1978), katalanischer Pianist und Musikpädagoge
- Bagaría, Luis (1882–1940), spanischer Karikaturist
- Bagarić, Dalibor (* 1980), deutsch-kroatischer Basketballspieler
- Bagarry, Delphine (* 1970), französische Ärztin und Politikerin
- Bagatella, Antonio (1755–1829), italienischer Musiktheoretiker und Geigenbauer
- Bagatsing, Amado, philippinischer Politiker
- Bagatskis, Ainars (* 1967), lettischer Basketballspieler und -trainer
- Bagatta, Giovanni Bonifacio (1649–1702), italienischer Theologe und Autor
- Bagatta, Girolamo (1772–1830), italienischer katholischer Priester und Gründer des Kolleg Bagatta in Desenzano
- Bagatur (* 1955), chinesischer Politiker (Volksrepublik China)
- Bagaya, Elizabeth (* 1936), ugandische Diplomatin und Politikerin
- Bagayogo, Issa (1961–2016), malischer Musiker
- Bagayogo, Soungalo (1941–2012), malischer Boxer
- Bagayoko, Fatoumata (* 1988), malische Basketballspielerin
- Bagayoko, Mamadou (* 1989), ivorischer Fußballspieler
- Bagaza, Jean-Baptiste (1946–2016), burundischer Politiker; Präsident von Burundi (1976–1987)

### Bagb
- Bagbin, Alban K. S. (* 1957), ghanaischer Politiker
- Bagby, Arthur P. (1794–1858), US-amerikanischer Politiker der Demokratischen Partei in den Vereinigten Staaten
- Bagby, John C. (1819–1896), US-amerikanischer Politiker
- Bagby, Larry (* 1974), US-amerikanischer Musiker und Schauspieler

### Bagc
- Bağcan, Selda (* 1948), türkische Sängerin und Gitarristin
- Bagceci, Alper (* 1984), deutscher Fußballspieler
- Bagchi, Prabodh Chandra (1898–1956), indischer Indologe, Linguist und Sinologe
- Bağcı, Barış (* 1975), türkischer Schauspieler
- Bağcı, Mehmet, türkisch-deutscher nationalistischer Aktivist
- Bağcı, Menderes (* 1984), deutscher UnterhaltungskünstlerMenderes Bağcı (* 1984)

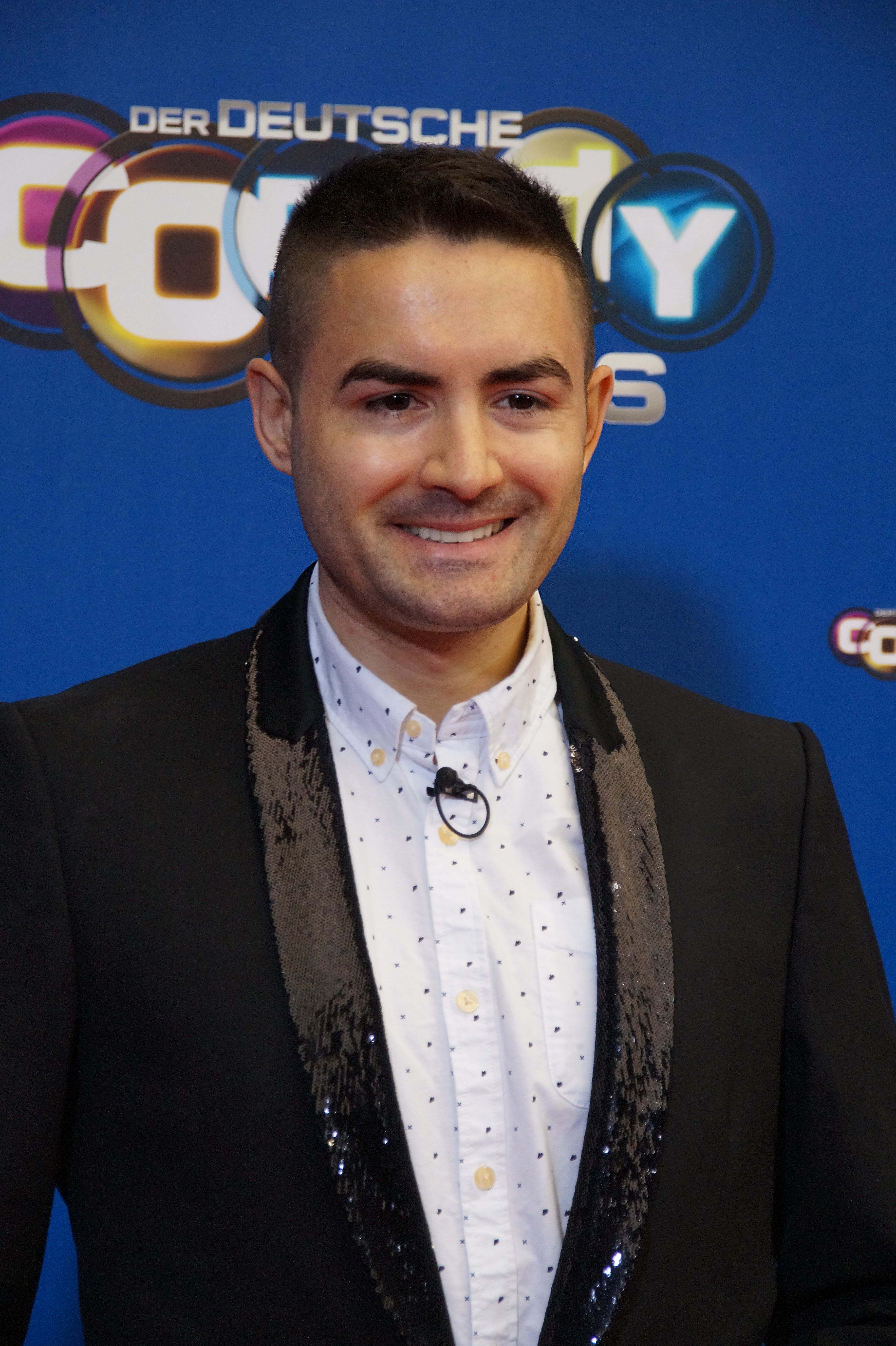
Menderes Bağcı (* 1984)

- Bagci, Tarkan (* 1995), deutscher Comedyautor, Podcaster und Moderator
- Bağcılar, Barış (* 1990), türkischer Eishockeyspieler

### Bagd
- Bagdahn, Jörg (* 1971), deutscher Ingenieur und Hochschulpräsident
- Bagdasarian, Ross (1919–1972), US-amerikanischer Sänger und Songschreiber
- Bagdasarjanz, Benjamin (1893–1984), russisch-schweizerischer Kulturtechniker
- Bagdasarjanz, Ursula (* 1934), Schweizer Violinistin
- Bagdasarov, Armen (* 1972), usbekischer Judoka
- Bağdat, Hayko (* 1976), türkisch-armenischer Journalist
- Bagdonas, Albinas (* 1941), litauischer Psychologe
- Bagdonas, Andrius (* 1974), litauischer Politiker, Mitglied des Seimas
- Bagdonas, Gediminas (* 1985), litauischer Radrennfahrer
- Bagdonas, Gintaras (* 1965), litauischer Offizier
- Bagdonas, Rimantas (* 1938), sowjetischer Ringer
- Bagdonavičius, Antanas (1938–2024), sowjetischer Ruderer
- Bagdonavičius, Mindaugas (* 1970), litauischer Unternehmer
- Bagdons, Friedrich (1878–1937), deutscher Bildhauer

### Bage
- Bage, Freda (1883–1970), australische Biologin und Hochschullehrerin
- Bagehot, Walter (1826–1877), britischer Ökonom, Journalist und Verfassungstheoretiker
- Bagel, August (1838–1916), deutscher Unternehmer und Kommunalpolitiker
- Bagel, Julius (1826–1900), deutscher Buchhändler, Verleger und Druckereibesitzer
- Bagel, Julius junior (1861–1929), deutscher Verleger und Druckereibesitzer
- Bagel-Trah, Simone (* 1969), deutsche ManagerinSimone Bagel-Trah (* 1969)

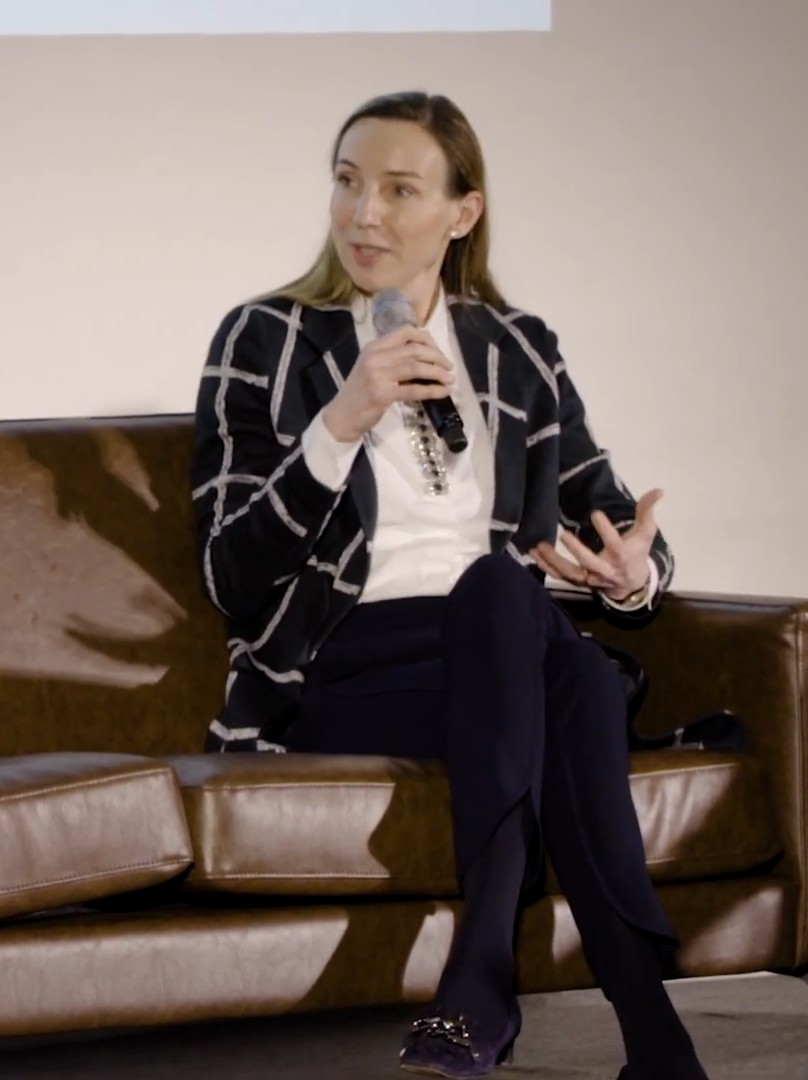
Simone Bagel-Trah (* 1969)

- Bagellardus, Paulus, italienischer Arzt
- Bagemihl, Bruce (* 1962), kanadischer Biologe, Linguist und Autor
- Bagenal, Fran (* 1954), britische Astrophysikerin, Geophysikerin, Autorin und Hochschullehrerin
- Bågenholm, Anna (* 1970), schwedische Ärztin
- Bagenski, Karl von (1794–1859), preußischer Generalleutnant, Militärschriftsteller
- Bager, Johann Daniel (1734–1815), deutscher Künstler
- Bager, Johann Jakob († 1739), deutscher Baumeister
- Bager, Jonas (* 1996), dänischer Fußballspieler
- Bäger, Mario (* 1964), deutscher Fußballtorhüter
- Bagersted, Jacob (* 1987), dänischer Handballspieler
- Baget Bozzo, Gianni (1925–2009), italienischer Geistlicher, Theologe, Politiker (Partito Socialista), MdEP und Publizist
- Bagewitz, Michael Jacob (1699–1763), deutscher evangelischer Theologe und Liederdichter

### Bagg
- Bagga, Rajeev (* 1967), indischer Badmintonspieler
- Baggaley, Nathan (* 1975), australischer Kanute
- Bagge von Boo, Carl Ernst (1722–1791), französischer Violinist und Komponist
- Bagge, Anders (* 1968), schwedischer Musiker, Komponist und Musikproduzent
- Bagge, Bertha (1859–1939), deutsche Malerin und Radiererin
- Bagge, Elilla (* 1847), deutsche Schriftstellerin
- Bagge, Éric (1890–1978), französischer Architekt, Innenarchitekt und Designer des Art déco
- Bagge, Erich (1912–1996), deutscher Kernphysiker
- Bagge, Gösta (1882–1951), schwedischer Wirtschaftsprofessor und Politiker
- Bagge, Harald (1817–1895), deutscher Arzt
- Bagge, Harry (1896–1967), englischer Fußballspieler und -trainer
- Bagge, Hermann (1867–1936), deutscher Politiker (DVP), MdHB
- Bagge, Jake Patrick (* 2001), estnischer Leichtathlet
- Bagge, Jakob (1502–1577), norwegischer Seeoffizier und Admiral der Schwedischen Marine
- Bagge, Johann Friedrich (1711–1784), Kaufmann und Ratsherr der Hansestadt Lübeck
- Bagge, Lotte (* 1968), dänische Fußballspielerin
- Bagge, Magnus Thulstrup (1825–1894), norwegischer Landschaftsmaler der Düsseldorfer Schule
- Bagge, Peter (* 1957), US-amerikanischer Comiczeichner
- Bagge, Selmar (1823–1896), deutscher Komponist
- Baggehufwudt, Karl Gustav von (1761–1812), russischer Generalleutnant
- Baggel, Winold, deutscher Patrizier und Bürgermeister von Rostock
- Baggenstos, Heinrich (1929–2016), Schweizer Elektroingenieur und Hochschullehrer
- Bagger, Ane Lone (* 1966), grönländische Politikerin (Siumut)
- Bagger, Boris Björn (1955–2024), deutscher Gitarrist, Komponist, Arrangeur und Dirigent
- Bagger, Carl (1807–1846), dänischer Autor und Lyriker
- Bagger, Hartmut (1938–2024), deutscher General und Generalinspekteur der BundeswehrHartmut Bagger (1938–2024)

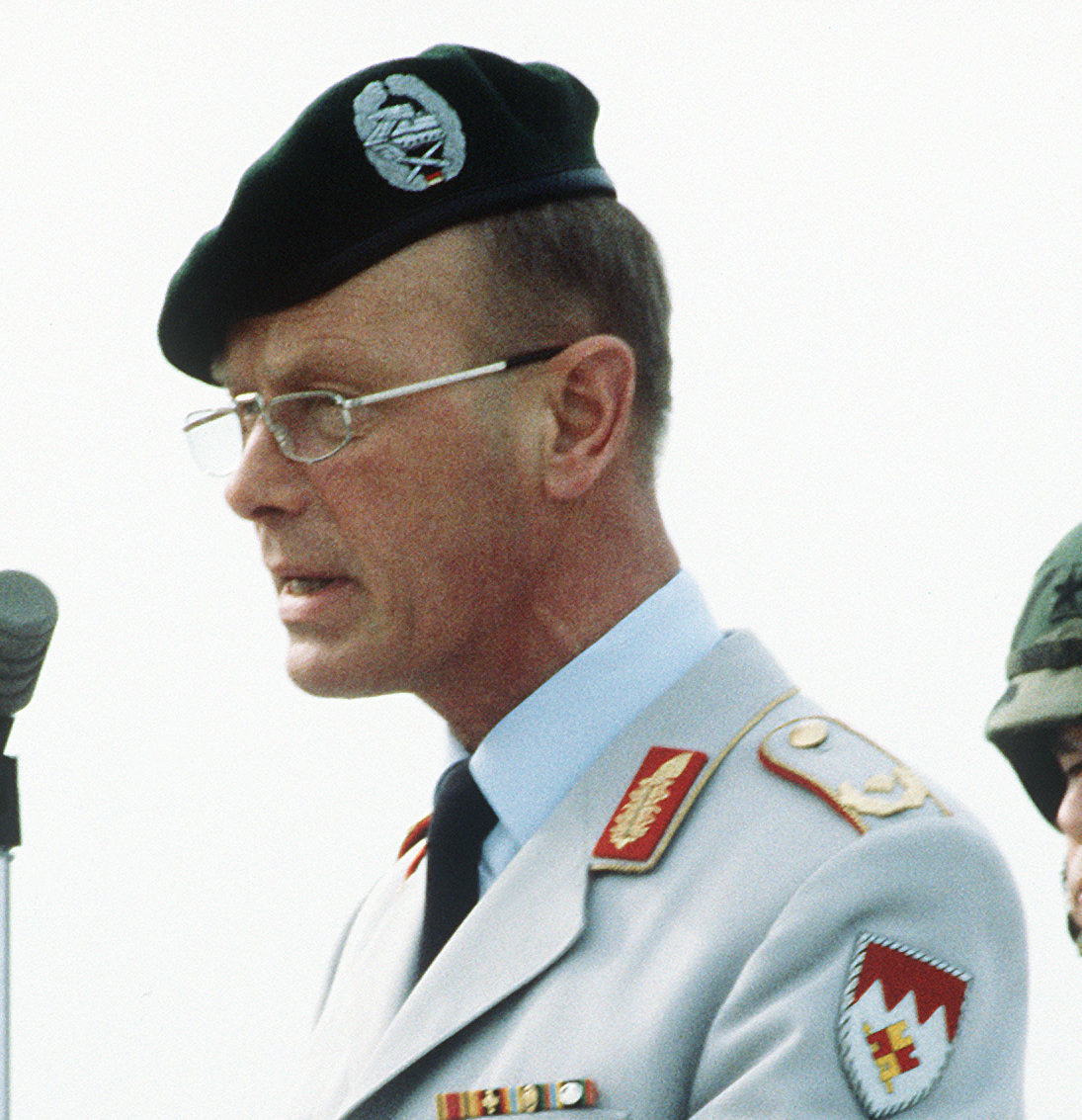
Hartmut Bagger (1938–2024)

- Bagger, Mianne (* 1966), australische Golferin
- Bagger, Thomas (* 1965), deutscher Diplomat
- Baggerly, Glen (* 1957), US-amerikanischer Schauspieler, Fitnesstrainer und ehemaliges Model sowie Baseballspieler
- Baggesen, Carl Albrecht Reinhold (1793–1873), Schweizer Pfarrer
- Baggesen, Jens Immanuel (1764–1826), dänischer Schriftsteller
- Baggett, Agnes (1905–1992), US-amerikanische Politikerin (Demokratische Partei)
- Baggette, Elias (* 2002), deutscher Basketballspieler
- Baggiani, Marcos (* 1973), argentinischer Jazz- und Improvisationsmusiker (Schlagzeug)
- Baggini, Claudio (1936–2015), italienischer Geistlicher, römisch-katholischer Bischof
- Baggini, Julian (* 1968), britischer Philosoph und Autor populärwissenschaftlicher Bücher
- Baggio, Dino (* 1971), italienischer Fußballspieler
- Baggio, Fabio (* 1965), italienischer Ordensgeistlicher und Kurienkardinal
- Baggio, Filippo (* 1988), italienischer Radrennfahrer
- Baggio, Roberto (* 1967), italienischer FußballspielerRoberto Baggio (* 1967)

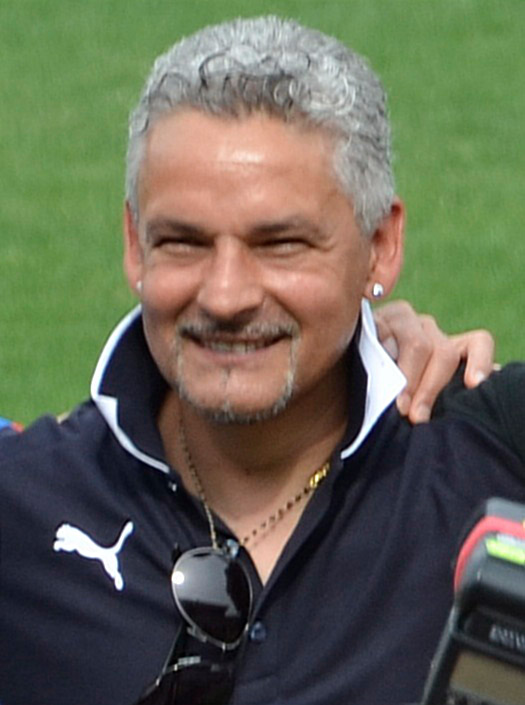
Roberto Baggio (* 1967)

- Baggio, Sebastiano (1913–1993), italienischer Geistlicher, Diplomat und Kardinal der römisch-katholischen Kirche
- Baggiolini, Marco (* 1936), Schweizer Immunologe
- Baggish, Danny (* 1983), US-amerikanischer Dartspieler
- Baggley, Herma Albertson (1896–1981), US-amerikanische Naturforscherin, Botanikerin und Lehrerin
- Baggot, King (1879–1948), amerikanischer Schauspieler, Regisseur und Drehbuchautor
- Baggot, King (* 1943), US-amerikanischer Kameramann
- Baggott, Andy (* 1963), englischer Buchautor und Alternativmediziner
- Baggs, Charles Michael (1806–1845), irischer römisch-katholischer Geistlicher und Apostolischer Vikar des Western District

### Bagh
- Bagh, Alan (* 1985), US-amerikanischer Schauspieler und Filmschaffende
- Bagh, Peter von (1943–2014), finnischer Filmhistoriker, Regisseur, Autor und Hochschullehrer
- Bagha Kagan, Kagan des Göktürkenreiches
- Baghajati, Carla Amina (* 1966), deutsch-österreichische Medienreferentin und Mitgründerin einer muslimischen InitiativeCarla Amina Baghajati (* 1966)

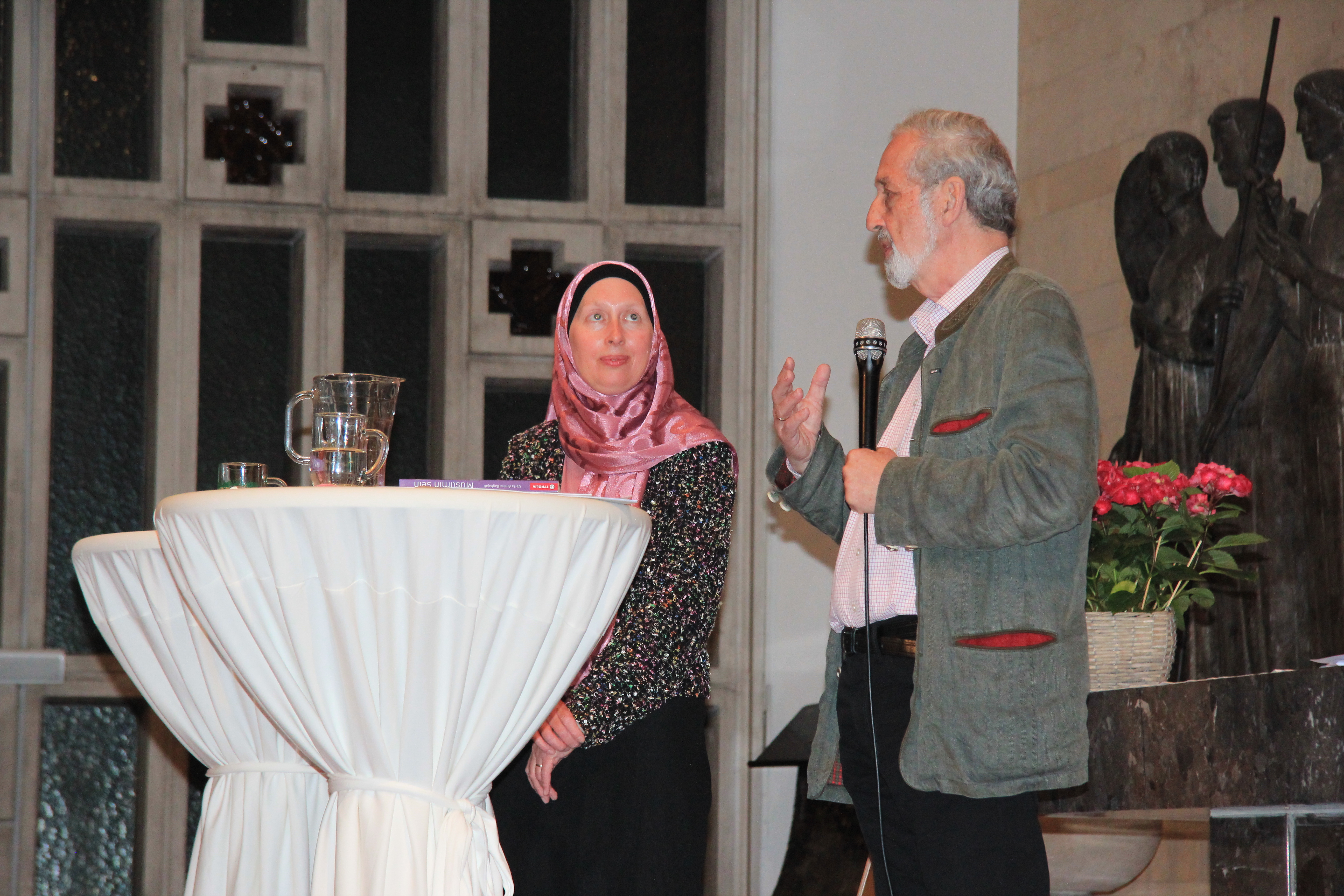
Carla Amina Baghajati (* 1966)

- Baghajati, Tarafa (* 1961), syrischer Bauingenieur
- Bagharab, Yaser Salem (* 1998), katarischer Mittel- und Langstreckenläufer
- Baghawī, al- (* 1044), persischer schafiitischer Gelehrter
- Baghayoko, Moussa (* 1983), mauretanischer Fußballspieler
- Baghbanbashi, Ali (1924–2021), iranischer Leichtathlet
- Baghboudarian, Missak (* 1973), syrischer Pianist und Dirigent
- Baghcheban, Evelyn (1928–2010), türkisch-iranische Opernsängerin (Mezzosopran) und Musikdozentin
- Baghdad-Azaïdj, Nasria (* 1971), algerische Leichtathletin
- Baghdādī, ʿAbd al-Qāhir al- († 1037), arabischer muslimischer Theologe und Mathematiker
- Baghdādī, Abū Bakr al- (1971–2019), irakischer TerroristAbū Bakr al-Baghdādī (1971–2019)

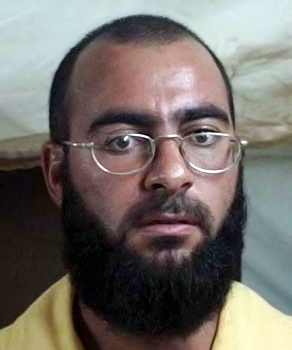
Abū Bakr al-Baghdādī (1971–2019)

- Baghdādī, Abū 'Umar al- († 2010), Anführer der Organisation Islamischer Staat im Irak und der Levante
- Baghdadi, Mohammad (* 1996), deutscher Fußballspieler
- Baghdadi, Wafaa Ismail (* 1969), ägyptische Leichtathletin
- Baghdadlian, Paul (1953–2011), syrischer Sänger
- Baghdady, Robin (* 1999), deutsch-schweizerischer Volleyballspieler
- Baghdassarian, Parsegh (* 1975), libanesischer armenisch-katholischer Ordensgeistlicher, Weihbischof in der Eparchie Our Lady of Nareg in Glendale
- Baghdassarjan, Arthur (* 1968), armenischer Politiker, Ex-Präsident der Nationalversammlung (Armenien)
- Baghdatis, Marcos (* 1985), zyprischer Tennisspieler
- Baghel, Bhupesh (* 1961), indischer Politiker
- Bagher Khan (1861–1916), Militärführer der konstitutionellen Bewegung
- Bagher, Reza (* 1958), schwedischer Filmregisseur und Drehbuchautor
- Bagheri Noaparast, Khosrow (* 1957), iranischer Erziehungswissenschaftler und Philosoph
- Bagheri, Amir (* 1978), iranischer Schachgroßmeister
- Bagheri, Golam Reza, iranischer Badmintonspieler
- Bagheri, Karim (* 1974), iranischer Fußballspieler
- Bagheri, Mohammad (1960–2025), iranischer Militäroffizier im Islamischen Revolutionskorps (IRGC)Mohammad Bagheri (1960–2025)

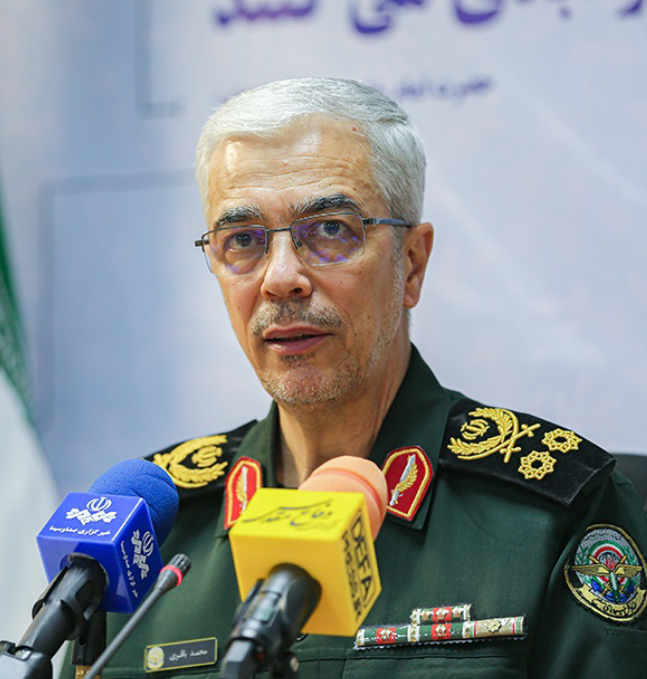
Mohammad Bagheri (1960–2025)

- Bagheri-Goldschmied, Nahid (1957–2024), österreichische Schriftstellerin iranischer Herkunft
- Baghernejad, Mohammad Qasim (1898–1987), iranischer Architekt, Kalligraf und Maler
- Baghetti, Aristide (1874–1955), italienischer Schauspieler
- Baghetti, Giancarlo (1934–1995), italienischer Automobilrennfahrer
- Baghino, Gianni (1919–1995), italienischer Schauspieler
- Baghlani, Bashir (1931–2007), afghanischer General und Politiker
- Baghramian, Nairy (* 1971), iranische Künstlerin
- Baghramjan, Howhannes (1897–1982), sowjetischer militärischer Kommandant
- Baghy, Julio (1891–1967), ungarischer Autor und Schauspieler

### Bagi
- Bagi, István (* 1989), ungarischer Fußballspieler
- Bagian, James P. (* 1952), US-amerikanischer Astronaut, absolvierte zwei Missionen mit dem Space Shuttle
- Bagibo, Abba (1802–1861), König von Limmu-Ennarea
- Bagier, Guido (1888–1967), deutscher Tonmeister, Filmregisseur, Filmproduzent, Schriftsteller und Filmkomponist, ein Pionier der Entwicklung des Tonfilms in Deutschland
- Bagieu, Cécile (* 1978), deutsche Schauspielerin
- Bagieu, Pénélope (* 1982), französische Illustratorin und Cartoonistin
- Bagin, Milan (* 1961), slowakischer Fußballspieler
- Bagin, Pavol (1933–2013), slowakischer Komponist und Dirigent
- Baginskaite, Camilla (* 1967), litauische Schachspielerin und -lehrerin
- Baginskaja, Wiktorija Iljinitschna (1926–2012), sowjetische bzw. russische Dichterin, Schriftstellerin, Volkskundlerin und Übersetzerin
- Bagiński, Adam (* 1980), polnischer Eishockeyspieler
- Bagiński, Jan (1932–2019), polnischer Geistlicher und römisch-katholischer Weihbischof in Oppeln
- Baginski, Laura (* 1980), deutsche Künstlerin
- Baginski, Leo Maximilian (1891–1964), deutscher Unternehmer
- Baginski, Max (1864–1943), deutscher freiheitlicher Sozialist
- Baginski, Theodor von (1845–1929), deutscher Hauptmann, Bergwerksunternehmer und Gründer des Kurbades Bad Salzig
- Bagiński, Tomasz (* 1976), polnischer Animator, Regisseur und Filmproduzent
- Baginsky, Adolf (1843–1918), deutscher Pädiater
- Baginsky, Benno (1848–1919), deutscher Hals-Nasen-Ohren-Arzt und Publizist
- Baginsky, Gaby (* 1954), deutsche SchlagersängerinGaby Baginsky (* 1954)

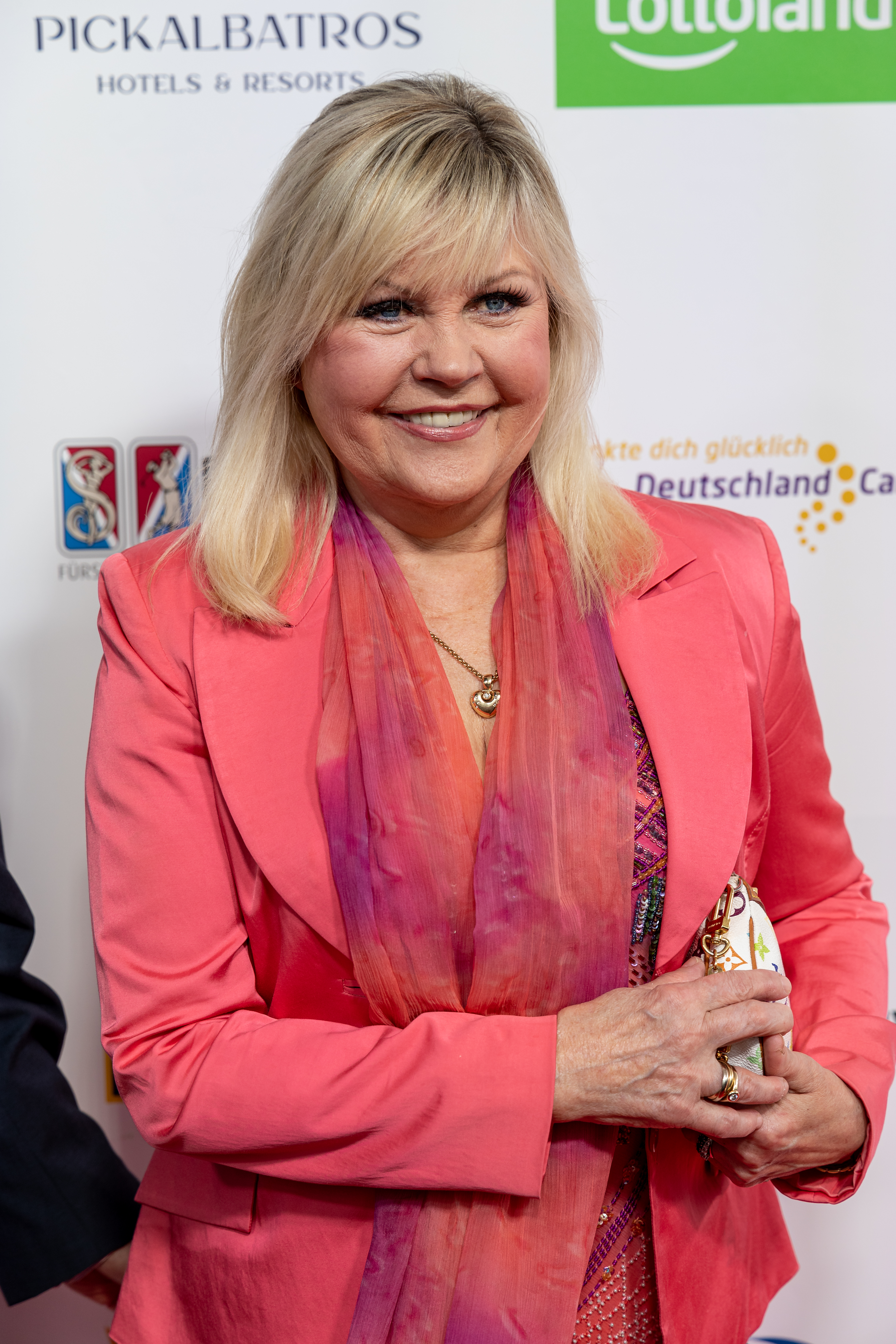
Gaby Baginsky (* 1954)

- Bagioli, Andrea (* 1999), italienischer Radrennfahrer
- Bağırkan, Ahmet Can (* 1995), türkischer Fußballtorhüter
- Bağırov, Allahverdi (1946–1992), aserbaidschanischer Offizier
- Bağırov, Kamran (1933–2000), sowjetischer Politiker aserbaidschanischer Abstammung
- Bağırov, Məmməd (1922–1997), Oberleutnant der sowjetischen Armee aserbaidschanischer Herkunft
- Bağırov, Pərviz (* 1994), aserbaidschanischer Boxer
- Bağırov, Rıfat (* 1979), aserbaidschanischer Schachspieler
- Bağırov, Zakir (1916–1996), sowjetisch-aserbaidschanischer Komponist, Musikpädagoge und Musikfunktionär
- Bağırova, Bəsti (1906–1962), sowjetische Agronomin und Stachanowka
- Bagirow, Mir Dschafar Abbassowitsch (1896–1956), sowjetischer Politiker der KPdSU
- Bagirow, Wladimir (1936–2000), aserbaidschanischer Schachgroßmeister
- Bağış, Egemen (* 1970), türkischer Politiker

### Bagl
- Bagley, Desmond (1923–1983), englischer Thriller-Autor
- Bagley, Don (1927–2012), US-amerikanischer Jazzmusiker und Filmkomponist
- Bagley, George A. (1826–1915), US-amerikanischer Jurist und Politiker
- Bagley, John (1832–1881), US-amerikanischer Politiker, Gouverneur von Michigan
- Bagley, John H. junior (1832–1902), US-amerikanischer Politiker
- Bagley, Lorri (* 1973), US-amerikanische Schauspielerin und Model
- Bagley, Marvin (* 1999), US-amerikanischer Basketballspieler
- Bagley, Rodney (1934–2023), US-amerikanischer Ingenieur und Miterfinder des keramischen Cordierit-Substrats für den Drei-Wege-Katalysator
- Bagley, Ross (* 1988), US-amerikanischer Schauspieler
- Bagley, Tim (* 1957), US-amerikanischer SchauspielerTim Bagley (* 1957)

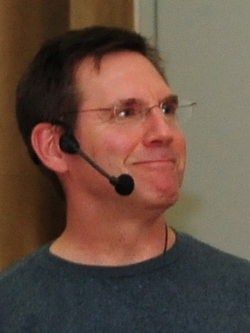
Tim Bagley (* 1957)

- Bagley, Worth H. (1924–2016), US-amerikanischer Admiral der US Navy
- Baglietto, Esteban (1887–1942), argentinischer Fußballspieler und Funktionär
- Baglietto, Juan Carlos (* 1956), argentinischer Singer-Songwriter
- Baglini, Maurizio (* 1975), italienischer Pianist
- Baglio, Aldo (* 1958), italienischer Komiker und Filmschaffender
- Baglione, Giovanni (1566–1643), italienischer Maler und Kunstschriftsteller
- Baglione, Herbert (* 1977), brasilianischer Graffiti-Künstler
- Baglioni, Cesare († 1615), italienischer Renaissancemaler
- Baglioni, Claudio (* 1951), italienischer Liedermacher und SängerClaudio Baglioni (* 1951)

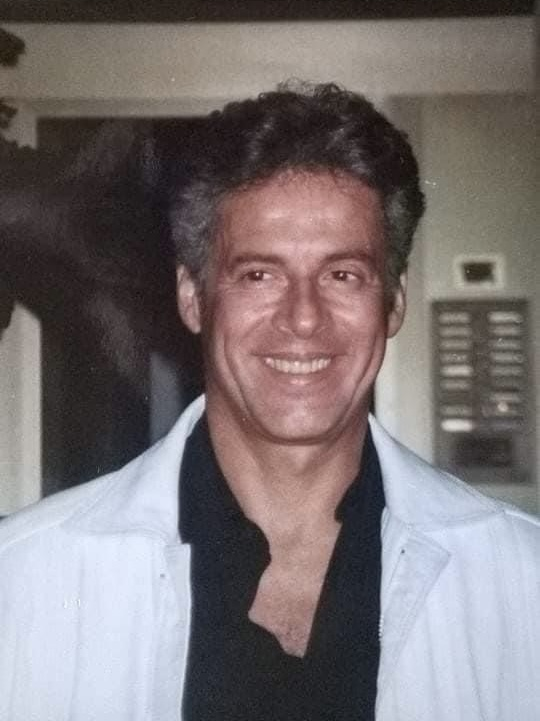
Claudio Baglioni (* 1951)

- Baglioni, Gentile (1466–1527), italienischer Condottiere
- Baglioni, Giampaolo († 1520), italienischer Condottiere
- Baglioni, Malatesta IV. (1491–1531), Condottiere, Herr von Perugia, Graf von Spello und Bettona
- Baglioni, Rodolfo (1518–1554), Condottiere und letzter Herr von Perugia
- Baglioni, Troilo († 1506), italienischer Geistlicher, Bischof
- Baglivi, Giorgio (1668–1707), italienischer Mediziner

### Bagm
- Bagmanowa, Nursija Jachinowna (* 1963), russische Ultramarathonläuferin
- Bagmihl, Julius Theodor, Maler und Zeichenlehrer

### Bagn
- Bagnack, Macky (* 1995), kamerunischer Fußballspieler
- Bagnal, Charles W. (1934–2015), US-amerikanischer Offizier, Generalleutnant der US Army
- Bagnalasta, Norberto (1930–1964), italienischer Autorennfahrer
- Bagnall, Andrew (* 1947), neuseeländischer Autorennfahrer
- Bagnall, Anthony (* 1945), britischer Air Chief Marshal
- Bagnall, Brian (1921–2004), englischer Cartoonist und Illustrator
- Bagnall, Brian (1943–2020), britischer Maler, Buchillustrator und Zeichner
- Bagnall, Drew (* 1983), kanadischer Eishockeyspieler
- Bagnall, George (1896–1978), US-amerikanischer Manager
- Bagnall, Leone (1933–2017), kanadische Politikerin
- Bagnall, Louise (* 1985), irische Animatorin
- Bagnall, Nigel (1927–2002), britischer Generalfeldmarschall und Historiker
- Bagnall, Roger S. (* 1947), US-amerikanischer Althistoriker und Papyrologe
- Bagnard, Guy (* 1937), französischer Geistlicher, Altbischof von Belley-Ars
- Bagnasco, Angelo (* 1943), italienischer Geistlicher und römisch-katholischer Erzbischof von GenuaAngelo Bagnasco (* 1943)

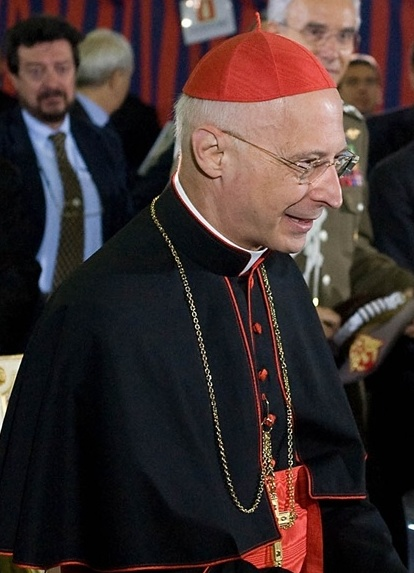
Angelo Bagnasco (* 1943)

- Bagnasco, Girolamo (1759–1832), italienischer Bildhauer
- Bagnato, Franz Anton (1731–1810), deutscher Baumeister des Barockzeitalters
- Bagnato, Franz von (1843–1896), deutscher Politiker
- Bagnato, Johann Caspar (1696–1757), deutscher Baumeister des Barockzeitalters
- Bagnera, Giuseppe (1865–1927), italienischer Mathematiker
- Bagni, Gwen (1913–2001), US-amerikanische Drehbuchautorin
- Bagni, Margherita (1902–1960), italienische Schauspielerin
- Bagni, Salvatore (* 1956), italienischer Fußballspieler
- Bagnis, Facundo (* 1990), argentinischer Tennisspieler
- Bagnjuk, Igor (* 1982), russischer Offizier
- Bagno, Carlo (1920–1990), italienischer Schauspieler
- Bagnold, Enid (1889–1981), britische Schriftstellerin und Dramatikerin
- Bagnold, Ralph Alger (1896–1990), britischer Ingenieur
- Bagnoli, Marco (* 1949), italienischer Installationskünstler, Maler und Zeichner
- Bagnoli, Osvaldo (* 1935), italienischer Fußballspieler und -trainerOsvaldo Bagnoli (* 1935)

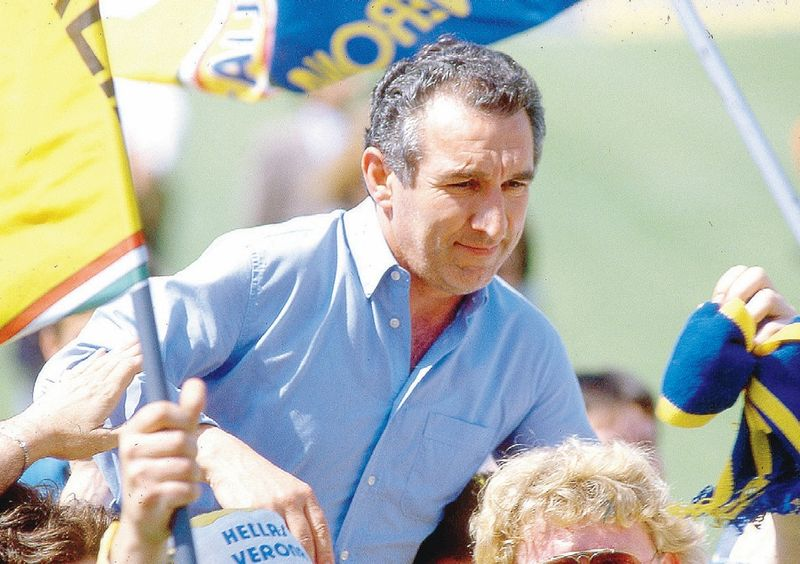
Osvaldo Bagnoli (* 1935)

- Bagnoli, Stefano (* 1963), italienischer Jazzmusiker (Schlagzeug, Komposition)
- Bagnolini, Attilio (1913–1936), italienischer Soldat
- Bagnoud, Bruno (1935–2022), Schweizer Bergführer, Pilot und Pionier der alpinen Flugrettung
- Bagnoud, Étienne-Barthélémy (1803–1888), Schweizer römisch-katholischer Abtbischof der Territorialabtei Saint-Maurice
- Bagnoud, François-Xavier (1961–1986), Schweizer Pilot

### Bago
- Bagó, Zoltán (* 1975), ungarischer Politiker, MdEP
- Bagoas († 336 v. Chr.), Eunuch, Minister unter Artaxerxes III.
- Bagoas, Günstling und Liebhaber Alexanders des Großen
- Bagobiri, Joseph Danlami (1957–2018), nigerianischer Geistlicher, römisch-katholischer Bischof von Kafanchan
- Bagolini, Silvio (1914–1976), italienischer Schauspieler
- Bagordo, Andreas (* 1971), italienischer Klassischer Philologe
- Bagosora, Théoneste (1941–2021), ruandischer Oberst, militärischer Planer des Völkermords in Ruanda
- Bagossy, László (* 1967), ungarischer Theaterdirektor, Theaterregisseur, Dichter, Schriftsteller, Kritiker und Universitätsprofessor
- Bagot, Jean-Claude (* 1958), französischer Radrennfahrer
- Bagot, Yohann (* 1987), französischer Straßenradrennfahrer
- Bagozza, Daniele (* 1995), italienischer Snowboarder

### Bagr
- Bagrat I. († 945), Magistros und ab 937 König vom georgischen Königreich Kartlien-Iberien (923–945)
- Bagrat I. († 876), König von Georgien
- Bagrat II. Bagratuni, armenischer Großfürst
- Bagrat III. († 1014), König von Abchasien und des vereinten Georgien
- Bagrat IV. (1018–1072), König von Georgien (1027–1072)
- Bagration, Jorge de (1944–2008), spanischer Motorsportler, selbsternannter Chef des ehemaligen Königshauses von Georgien
- Bagration, Katharina (1783–1857), russische Aristokratin und Mätresse
- Bagration, Pjotr Iwanowitsch (1765–1812), russischer General und Feldherr
- Bagration, Pjotr Romanowitsch (1818–1876), russischer General und Gouverneur von Twer
- Bagration-Grusinski, Nugsar (1950–2025), sowjetischer und georgischer Theaterintendant, Oberhaupt der Bagratiden
- Bagratjan, Hrant (* 1958), armenischer Ökonom und Politiker
- Bagratuni, Suren (* 1963), armenischer Cellist
- Bagrew, Denis (* 1980), kirgisischer Mittel- und Langstreckenläufer
- Bagri, Raj, Baron Bagri (1930–2017), britischer Geschäftsmann und Politiker (Conservative Party)
- Bagriacik, Almila (* 1990), türkische SchauspielerinAlmila Bagriacik (* 1990)

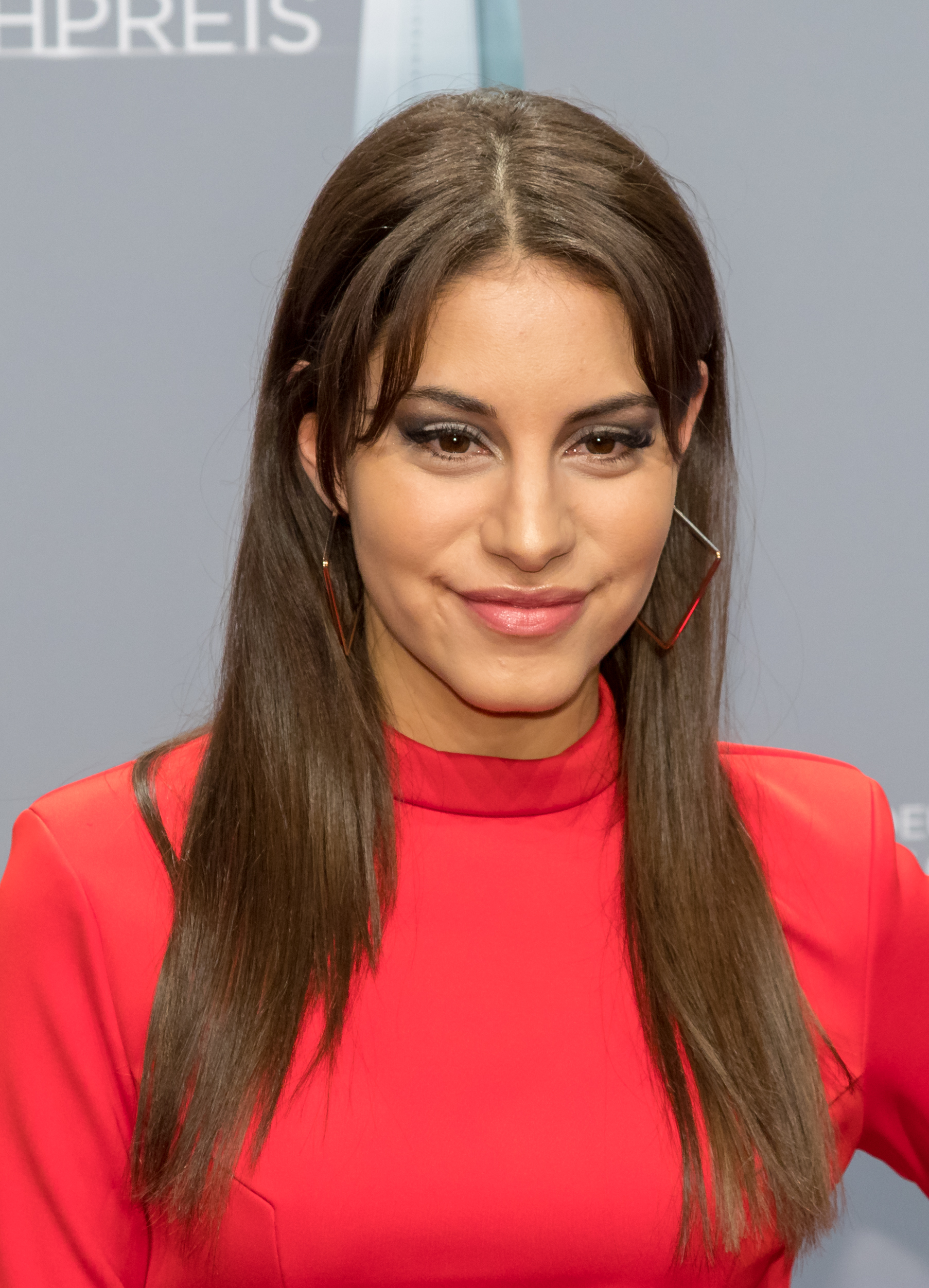
Almila Bagriacik (* 1990)

- Bağrıaçık, İpek (* 1985), türkische Schauspielerin
- Bagrizki, Eduard Georgijewitsch (1895–1934), sowjetischer Dichter
- Bagrjana, Elisaweta (1893–1991), bulgarische Schriftstellerin
- Bagrjanow, Dmitri Wjatscheslawowitsch (1967–2015), russischer Weitspringer
- Bagrjanow, Iwan (1891–1945), bulgarischer Politiker und Ministerpräsident
- Bagrjanzewa, Jelisaweta Petrowna (1929–1996), sowjetische Leichtathletin
- Bagrou, Will (* 1996), US-amerikanischer Fußballspieler
- Bagrow, Leo (1881–1957), russischer Kartographiehistoriker

### Bags
- Bagschik, Thorsten (* 1969), deutscher Wirtschaftswissenschaftler
- Bagsecg († 871), dänischer Wikinger
- Bagshaw, Malcolm (1925–2011), US-amerikanischer Mediziner

### Bagu
- Bagu, Brad (* 1973), deutsch-kanadischer Eishockeyspieler
- Bagudu, Abubakar Atiku (* 1961), nigerianischer Politiker
- Bagué, David (* 1964), spanischer Geigenbauer
- Bagué, Pol Toledo (* 1994), spanischer Tennisspieler
- Baguer i Mariner, Carles (1768–1808), katalanischer Organist, Kapellmeister und Komponist
- Baguet, Roger (* 1939), belgischer Radrennfahrer
- Baguet, Serge (1969–2017), belgischer Radrennfahrer
- Baguette, Bertrand (* 1986), belgischer AutomobilrennfahrerBertrand Baguette (* 1986)

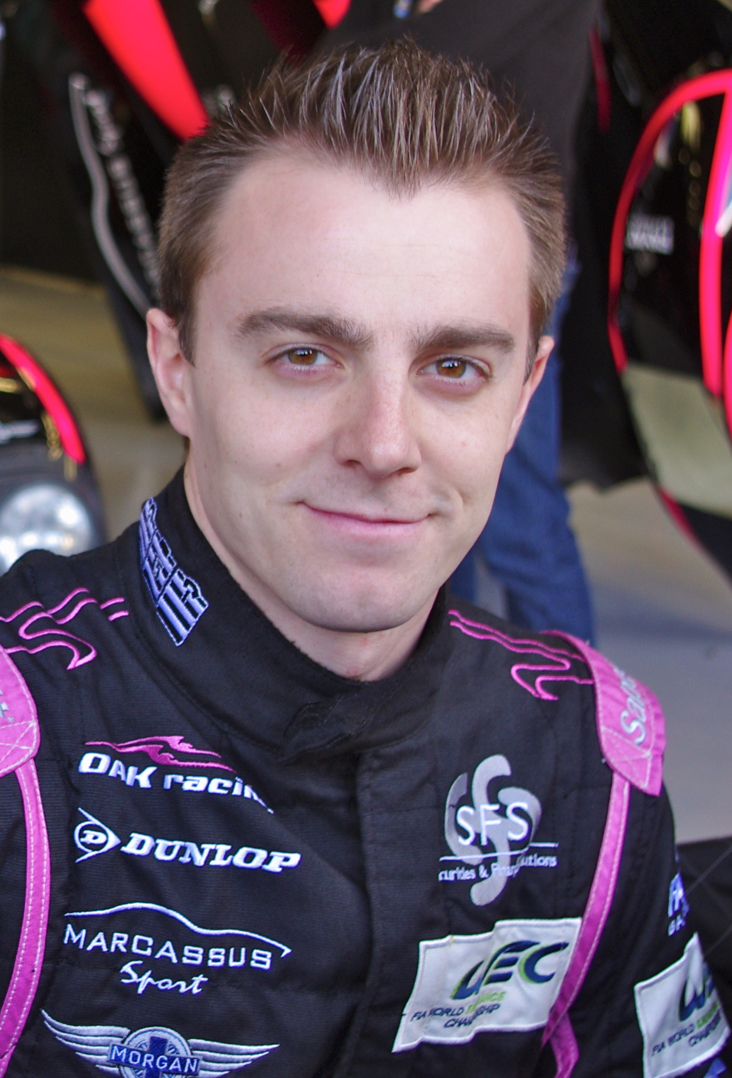
Bertrand Baguette (* 1986)

- Baguga, Deamo (* 1986), nauruischer Leichtathlet
- Baguga, Paner (* 1980), nauruischer Australian-Football-Spieler und Tennisspieler
- Bagüí, Óscar (* 1982), ecuadorianischer Fußballspieler
- Baguidy, Joseph († 2000), haitianischer Politiker und Diplomat
- Baguley, John (* 1940), australischer Drei- und Weitspringer
- Bagus, Anja (* 1967), deutsche Schriftstellerin
- Bagus, Clara Maria (* 1975), schweizerisch-deutsche SchriftstellerinClara Maria Bagus (* 1975)

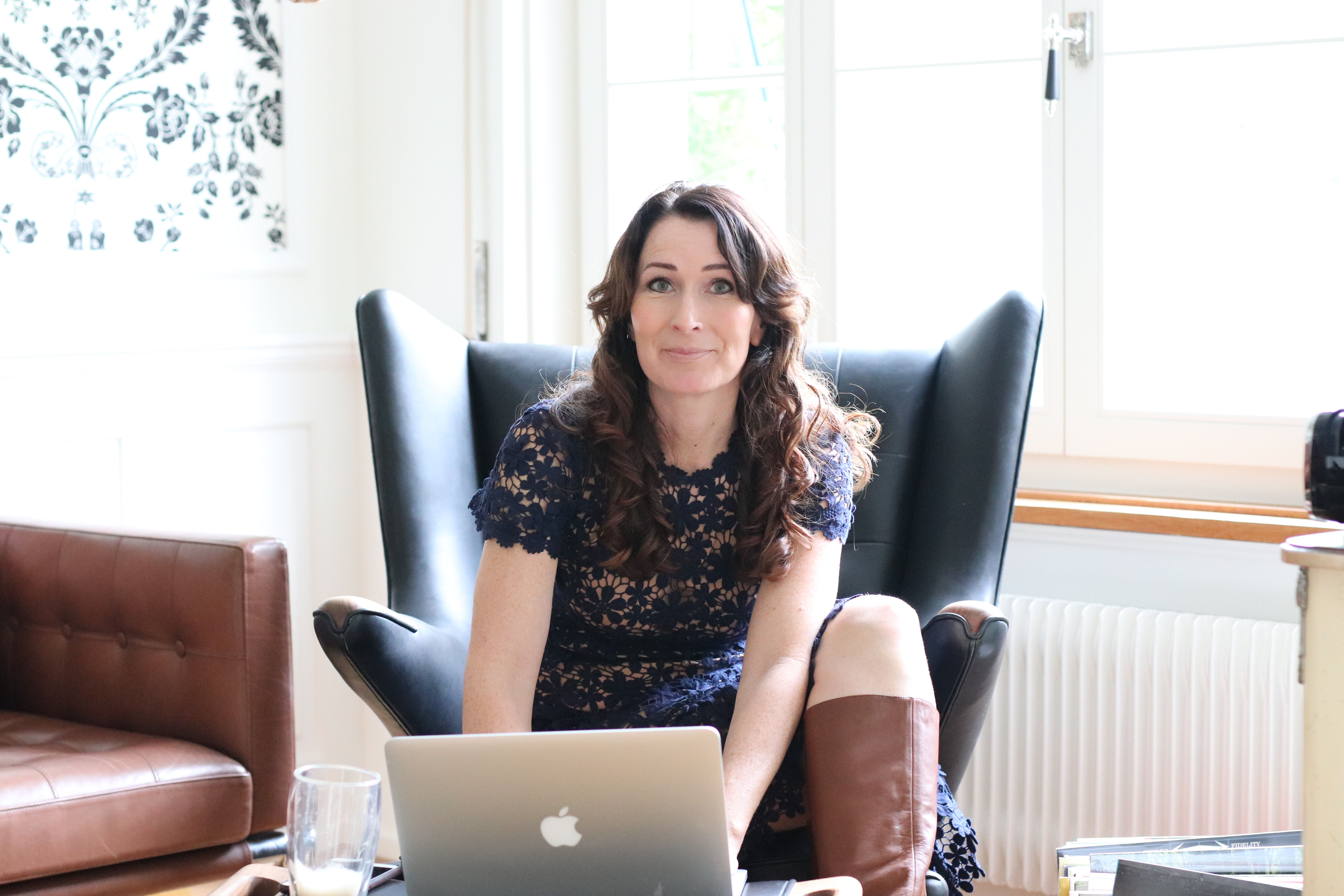
Clara Maria Bagus (* 1975)

- Bagus, Philipp (* 1980), deutscher Ökonom und Hochschullehrer
- Bagusat, Nina (* 1976), deutsche Schauspielerin
- Bagusche, Hermann (1884–1969), deutscher Chefredakteur, Schriftsteller und Journalist
- Bagušinskas, Algirdas (* 1958), litauischer Politiker
- Baguška, Petras (* 1941), litauischer Jurist, Politiker und Justizminister
- Bagutti, Domenico (1760–1837), Stuckateur und Architekt

### Bagw
- Bagwell, Buff (* 1970), US-amerikanischer Wrestler

### Bagy
- Bagy, Victor Leandro (* 1983), brasilianischer Fußballtorwart
- Bagyidaw (1784–1846), König der Konbaung-Dynastie im heutigen Birma
- Bagyula, István (* 1969), ungarischer Leichtathlet